# Mycobacterium africanum
Mycobacterium africanum — вид Mycobacterium, найчастіше зустрічається в країнах Західної Африки. Симптоми та клінічний перебіг захворювання, яке спричинює ця бактерія, нагадують класичний туберкульоз. Вона є членом мікобактерійного туберкульозного комплексу.

## Епідеміологія
M. africanum найчастіше зустрічається в країнах Західної Африки, що призводить до чверті випадків туберкульозу в таких країнах, як Гамбія. Це лише хвороба людини і поширюється повітряно-крапельним механізмом від людей з активними (відкритими) клінічними формами захворювання.
Він має аналогічну контагіозність як і у Mycobacterium tuberculosis, але менш імовірно, що він прогресує до клінічної хвороби у людини з імунокомпетентністю. Хвороба частіше розвивається від інфікування до маніфестації захворювання у ВІЛ-позитивного пацієнта, отже, у країнах, де M. africanum є ендемічним, він являє собою важливу складову інфекцію на пізніх стадіях ВІЛ-інфекції (СНІД).

## Патогенез
Не до кінця зрозуміло, які генетичні відмінності між M. africanum і M. tuberculosis приводять до зниження патогенності першого.

## Лікування
Хвороба, яку спричинює M. africanum, лікується стандартною терапією як при класичному туберкульозі. Оскільки більшість пацієнтів із туберкульозом, який спричинює M. africanum, ймовірно, є ВІЛ-позитивними, серед них є вищі показники летальності, ніж при наявності інших ВІЛ-асоційованих інфекцій.